# Fenerbahçe Spor Kulübü 2020-2021 (calcio)
Questa pagina raccoglie i dati riguardanti la sezione calcistica del Fenerbahçe Spor Kulübü nelle competizioni ufficiali della stagione 2020-2021.

## Maglie e divise
| Casa | Trasferta | Terza Divisa |

## Rosa
In corsivo i calciatori ceduti durante la stagione.
| N. |                        | Ruolo | Calciatore            |
| -- | ---------------------- | ----- | --------------------- |
| 1  | Turchia (bandiera)     | P     | Altay Bayındır        |
| 3  | Uruguay (bandiera)     | D     | Mauricio Lemos        |
| 4  | Turchia (bandiera)     | D     | Serdar Aziz           |
| 5  | Argentina (bandiera)   | C     | José Ernesto Sosa     |
| 6  | Turchia (bandiera)     | C     | Tolga Ciğerci         |
| 7  | Paesi Bassi (bandiera) | C     | Ozan Tufan            |
| 8  | Turchia (bandiera)     | C     | Mert Hakan Yandaş     |
| 9  | Senegal (bandiera)     | A     | Papiss Cissé          |
| 10 | Tanzania (bandiera)    | A     | Mbwana Samatta        |
| 11 | Capo Verde (bandiera)  | A     | Garry Rodrigues       |
| 11 | Argentina (bandiera)   | A     | Diego Perotti         |
| 13 | Ecuador (bandiera)     | A     | Enner Valencia        |
| 14 | Grecia (bandiera)      | C     | Dimitrios Pelkas      |
| 15 | Turchia (bandiera)     | P     | Harun Tekin           |
| 16 | Turchia (bandiera)     | D     | Ferdi Kadıoğlu        |
| 17 | Marocco (bandiera)     | C     | İrfan Kahveci         |
| 17 | Turchia (bandiera)     | C     | Nabil Dirar           |
| 18 | Turchia (bandiera)     | D     | Sadık Çiftpınar       |
| 19 | Iran (bandiera)        | A     | Allahyar Sayyadmanesh |

| N. |                         | Ruolo | Calciatore              |
| -- | ----------------------- | ----- | ----------------------- |
| 20 | Brasile (bandiera)      | C     | Luiz Gustavo            |
| 21 | Nigeria (bandiera)      | C     | Bright Osayi-Samuel     |
| 22 | Svizzera (bandiera)     | A     | Michael Frey            |
| 23 | Turchia (bandiera)      | C     | Deniz Türüç             |
| 26 | RD del Congo (bandiera) | D     | Marcel Tisserand        |
| 27 | Senegal (bandiera)      | A     | Mame Thiam              |
| 28 | Turchia (bandiera)      | D     | Murat Sağlam            |
| 29 | Germania (bandiera)     | C     | Sinan Gümüş             |
| 30 | Turchia (bandiera)      | C     | Ömer Faruk Beyaz        |
| 32 | Danimarca (bandiera)    | D     | Mathias Jørgensen       |
| 35 | Turchia (bandiera)      | D     | Nazim Sangaré           |
| 37 | Rep. Ceca (bandiera)    | A     | Filip Novák             |
| 41 | Ungheria (bandiera)     | D     | Attila Szalai           |
| 48 | Turchia (bandiera)      | P     | Oytun Özdoğan           |
| 67 | Germania (bandiera)     | C     | Mesut Özil              |
| 77 | Turchia (bandiera)      | D     | Gökhan Gönül (capitano) |
| 88 | Turchia (bandiera)      | D     | Caner Erkin             |
| 99 | Svizzera (bandiera)     | A     | Kemal Ademi             |